# Paroisse de Saint Marys
Pour les articles homonymes, voir Saint Marys.
La paroisse de Saint Marys est à la fois une paroisse civile et un ancien district de services locaux (DSL) canadien du comté d'York, au Nouveau-Brunswick. Elle comprend l'autorité taxatrice de Pepper Creek. Le nom légal du DSL en français est la paroisse de Saint Marys. Dans le cadre de la réforme de la gouvernance locale du 1er janvier 2023, le territoire du DSL a été réparti entre la communauté rurale de Nashwaak et le district rural de la Région-de-la-capitale.

## Toponyme
La paroisse est probablement nommée ainsi en l'honneur de colons loyalistes originaires du Maryland ou d'après le comté de Saint Mary dans le même état.
La paroisse comprend les hameaux de Durham Bridge, Lower Durham, Upper Durham, Glencoe, Johnson Corner, Mount Hope, Nashwaak Bridge, Nashwaak Village, Penniac, Pleasant Valley, Ross, South Portage, Taymouth et Zionville. Bantalor, Cross Creek Station, Landers Siding, Mullins Siding et Nashwaak sont des points ferroviaires. Kentville et Wellington ont disparu.
Les noms de Durham Bridge, de Lower Durham et d'Upper Durham font possiblement référence à Durham, en Angleterre, ou aux bateaux Durham qui étaient utilisés pour le transport sur la rivière Nashwaak. Glencoe est nommé d'après la vallée de Glen Coe, en Écosse. Nashwaak Bridge est nommé ainsi d'après la présence d'un pont traversant la rivière nashwaak, dont le nom provient du malécite-passamaquoddy « Nhwijewauk », dont la signification est inconnue. La gare de Nashwaak Bridge portait le nom de Covered Bridge, en référence à son ancien pont couvert. Le toponyme Nashwaak Village a la même origine. Le nom de Penniac s'épelait avec un seul « n » jusqu'en 1947. Taymouth est situé à l'embouchure, « mouth » en anglais, de la rivière Tay. Dugald Campbell avait nommé son domaine Tay Mouth et c'est son épouse Jacobina Drummond qui a nommé le cours d'eau d'après la rivière du même nom en Écosse. Le hameau a porté auparavant le nom de Nashwaak jusqu'en 1898 et de Middle Nashwaak jusqu'en 1904. Zionville a probablement été nommé ainsi par ses fondateurs irlandais et écossais en référence au mont Sion.
L'origine des noms de Johnson Corner, de Mount Hope, de Pleasant Valley, de Ross et de South Portage n'est pas connue.

## Géographie

### Villages et hameaux
Penniac est situé au sud du territoire, le long du chemin Penniac, au bord du ruisseau éponyme, jusqu'à la route 623 au bord de la rivière Nashwaak. Mount hope, aussi appelé Upper Penniac, est situé à 5,5 km à l'est, dans la vallée du ruisseau Penniac. Manzer se trouve sur la rive gauche (est) de la rivière Nashwaak, à 4,5 km au nord-ouest de Penniac le long de la route 623. C'est un point ferroviaire qui s'est développé en hameau. Nashwaak Village est bâti sur plusieurs kilomètres de la rive droite de la rivière, le long de la route 8, à 7 km au nord-ouest de Penniac. Kentville était situé à 1,2 km à l'ouest. Le point ferroviaire de Nashwaak est situé en face de Nashwaak Village et lui aussi s'est développé en hameau. Durham Bridge est le principal lieu habité. Il est situé à environ 2,5 km au nord de Nashwaak, sur les deux rives de la rivière. Upper Durham est situé le long du chemin éponyme, à l'est de Durham Bridge. Lower Durham se trouve à un kilomètre au sud, le long du chemin Lower Durham. Johnson Corner est situé à 2,6 km à l'ouest de ce dernier. Taymouth est bâti à 7,5 km au nord de Durham Bridge. Il est situé au confluent de la rivière Tay et de la rivière Nashwaak ainsi qu'à la jonction de la route 8 et de la route 623. Zionville se trouve à 7 km à l'est de Taymouth. Il est accessible par le chemin du même nom. Wellington était situé à 3,2 km au nord-ouest de Zionville. Ross et Pleasant Valley se trouve successivement à 3 km au nord-ouest de Taymouth, sur la rive gauche de la rivière. Il y a aussi des résidences sur la rive droite. Nashwaak Bridge s'élève à 5,6 km au nord de Taymouth, à la jonction de routes 107 et 8. South Portage se trouve à 5,7 km au nord, le long de la route 8. Le hameau s'étend en partie dans le territoire de la paroisse de Stanley. Glencoe est situé à 5,3 km au nord-est de Nashwaak Bridge. Il est accessible par le chemin Glencoe via South Portage.

## Histoire
Les Français construisent le fort Naxoat en 1692, et un village acadien se développe dans les environs ; cette partie du territoire de la paroisse est désormais comprise dans les limites de la ville de Fredericton mais c'est à cet endroit que le développement commence. Un canton du nom de Newton est accordé à une compagnie en 1765 à l'embouchure de la rivière Nashwaak. Il y a aussi un poste de traite du nom de Monckton. En 1783, la localité compte huit familles, pour la plupart ramenées de Nouvelle-Écosse par des corsaires. La concession est plus tard échue. L'établissement grandit par l'arrivée de soldats loyalistes ou écossais démobilisés, notamment du régiment Maryland Loyalist et du 42nd Islanders ; ils s'établissent surtout à l'embouchure de la rivière Nashwaak. Nombreux sont ceux qui se déplacent ensuite dans la vallée de la rivière Miramichi, plus au nord. La paroisse civile est érigée en 1786. L'inondation d'octobre 1798, ayant lieu dans le bassin du fleuve Saint-Jean, détruit des barrages, tue du bétail et laisse une couche de sédiments dans les champs. En 1825, la paroisse est touchée par les Grands feux de la Miramichi, qui dévastent entre 10 000 km2 et 20 000 km2 dans le centre et le nord-est de la province et tuent en tout plus de 280 personnes,. Le village de Saint Marys, désormais une partie de FRedericton, se développe grandement à la suite de la construction d'un pont ferroviaire au-dessus du fleuve.
Kentville est fondé vers 1850 par Robert Kent et d'autres colons originaires de la Nouvelle-Écosse. Zionville et fondé par des écossais et des irlandais vers 1860. Durham est fondé sous le nom de Weslayan Tract (Lot wesleyen) à la même époque par des colons néo-brunswikois grâce à la Labour Act (Loi sur le travail). Glencoe est fondé en 1862 par des colons originaires de la vallée de Glen Coe, en Écosse. Le hameau de Glencoe est quant à lui fondé en 1862 par des gens originaires de la vallée de la rivière Nashwaak, descendants principalement des membres du 42e Régiment Highlanders. Nashwaak Bridge avait un pont couvert, qui a été remplacé en 1942. L'école Nashwaak Valley, de Durham Bridge, est inaugurée en 1955.
La municipalité du comté de York est dissoute en 1966. La paroisse de Saint Marys devient un district de services locaux en 1967.

## Démographie
(août 2016).
D'après le recensement de Statistique Canada, il y avait 3796 habitants en 2001, comparativement à 3522 en 1996, soit une hausse de 7,8 %. La paroisse compte 1495 logements privés, a une superficie de 754,03 km² et une densité de population de 5,0 habitants au km².
| 2001  | 2006  | 2011  | 2016  |
| ----- | ----- | ----- | ----- |
| 3 796 | 4 224 | 4 733 | 4 837 |

## Économie
Entreprise Central NB, membre du Réseau Entreprise, a la responsabilité du développement économique.

## Administration

### Commission de services régionaux
La paroisse de Saint Marys fait partie de la Région 11, une commission de services régionaux (CSR) devant commencer officiellement ses activités le 1er janvier 2013. Contrairement aux municipalités, les DSL sont représentés au conseil par un nombre de représentants proportionnel à leur population et leur assiette fiscale. Ces représentants sont élus par les présidents des DSL mais sont nommés par le gouvernement s'il n'y a pas assez de présidents en fonction. Les services obligatoirement offerts par les CSR sont l'aménagement régional, l'aménagement local dans le cas des DSL, la gestion des déchets solides, la planification des mesures d'urgence ainsi que la collaboration en matière de services de police, la planification et le partage des coûts des infrastructures régionales de sport, de loisirs et de culture; d'autres services pourraient s'ajouter à cette liste.

### Représentation et tendances politiques
Nouveau-Brunswick: La majeure partie de Saint-Marys est comprise dans la circonscription provinciale de York-Nord, qui est représentée à l'Assemblée législative du Nouveau-Brunswick par Kirk MacDonald, du Parti progressiste-conservateur. Il fut élu lors de l'élection de 1999 puis réélu depuis. La partie la plus au sud de Saint-Marys est plutôt comprise dans la circonscription provinciale de Fredericton-Fort Nashwaak, qui est représentée à l'Assemblée législative du Nouveau-Brunswick par Pam Lynch, du Parti progressiste-conservateur. Elle fut élue lors de l'élection de 2010.
 Canada: La majeure partie de Saint-Marys est comprise dans la circonscription électorale fédérale de Tobique—Mactaquac, qui est représentée à la Chambre des communes du Canada par Michael Allen, du Parti conservateur. Il fut élu lors de la 39e élection générale, en 2006, et réélu en 2008. La partie la plus au sud de Saint-Marys est comprise dans la circonscription fédérale de Fredericton. Cette circonscription est représentée à la Chambre des communes du Canada par Keith Ashfield, du Parti conservateur.

## Vivre dans la paroisse Saint Marys
L'école Nashwaak Valley de Durham Bridge accueille les élèves de la maternelle à la 5e année. C'est une école publique anglophone faisant partie du district scolaire #18.
Le DSL est inclus dans le territoire du sous-district 10 du district scolaire Francophone Sud. Les écoles francophones les plus proches sont à Fredericton alors que les établissements d'enseignement supérieurs les plus proches sont dans le Grand Moncton.
Nashwaak possède une caserne de pompiers. Les détachements de la Gendarmerie royale du Canada les plus proches sont à New Maryland et à Stanley. Il y a un bureau de poste à Durham Bridge et un autre à Nashwaak Bridge.
L'église St. Paul's de Cross Creek Station et l'église St. Peter's de Durham Bridge sont des églises anglicanes.
Les anglophones bénéficient des quotidiens Telegraph-Journal, publié à Saint-Jean, et The Daily Gleaner, publié à Fredericton. Ils ont aussi accès au bi-hebdomadaire Bugle-Observer, publié à Woodstock. Les francophones ont accès par abonnement au quotidien L'Acadie nouvelle, publié à Caraquet, ainsi qu'à l'hebdomadaire L'Étoile, de Dieppe.

## Culture

### Personnalités
- Caleb Jones (1743-1816), propriétaire d'esclaves et fonctionnaire, mort dans la paroisse de Saint Marys ;
- Archibald McLean (1753-1830), juge de paix, homme politique et officier de milice, mort à Durham Bridge.

### Architecture et monuments
L'église Holy Trinity est un site historique provincial.